# Love chase 〜夢を越えて〜
「Love chase 〜夢を越えて〜」は、宇都宮隆の15作目のシングル。2010年11月24日にLantisからリリースされた。

## 解説
宇都宮隆のソロとしては「道 〜walk with you〜」以来7年5か月ぶりとなるシングル作品。
本作には一般販売された通常盤の他に、FC及びコンサート会場限定の紙ジャケット仕様も存在する。
表題曲はOVA『ボトムズファインダー』のエンディングテーマに起用された。
本作はランティスレーベルからのリリースであるが、2012年にキングレコードから発売されたアルバム『TRILOGY』には本作から3曲全てが収録された。

## 収録曲
| 全作曲・編曲: nishi-ken。 |                               |           |            |      |
| #                         | タイトル                      | 作詞      | 作曲・編曲 | 時間 |
| 1.                        | 「Love chase 〜夢を越えて〜」 | JIN       | nishi-ken  | 5:18 |
| 2.                        | 「Dance w/z Me」              | nishi-ken | nishi-ken  | 5:19 |
| 3.                        | 「feedback」                  | nishi-ken | nishi-ken  | 4:08 |
| 合計時間:                 | 合計時間:                     | 合計時間: | 14:45      |      |

## 収録アルバム
- TRILOGY (#1,#2,#3)
- mile stone (#1)